# قلعة بكداش
قلعة بكداش، هي قرية لبنانية من قرى قضاء الهرمل في محافظة بعلبك الهرمل.